# Dola (Gabão)

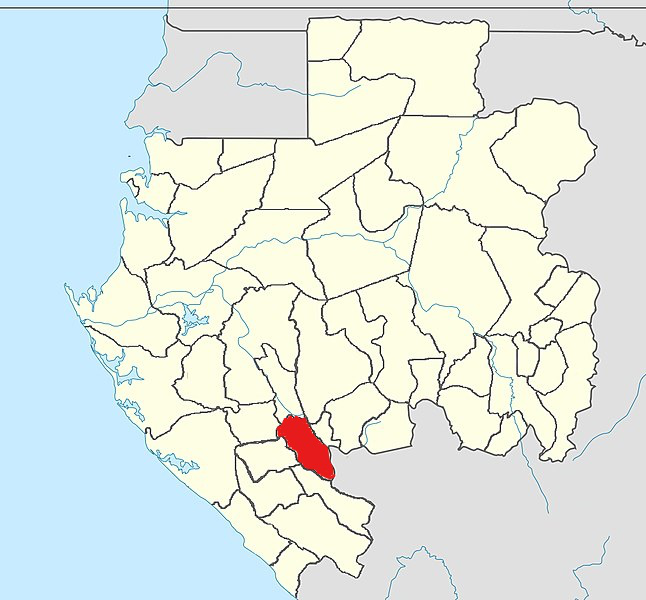
Dola, no Gabão.

Dola é um departamento da província de Ngounié, no Gabão.